# Luisa Stefani
Luisa Veras Stefani (San Paolo, 9 agosto 1997) è una tennista brasiliana.
Specialista del doppio, è stata numero 9 della classifica WTA nel novembre 2021. Ha conquistato gli Australian Open 2023 in doppio misto insieme a Rafael Matos.

## Biografia
Nel 2019, con Hayley Carter all'International di Tashkent, Stefani vince il suo primo titolo WTA, sconfiggendo in finale Jakupovič/Santamaria.
A Miami, nel 2021, la brasiliana ha raggiunto la sua prima finale di livello WTA 1000 assieme a Hayley Carter: le due si arrendono alle giapponesi Shibahara/Aoyama in due set.
Stefani partecipa alle Olimpiadi di Tokyo 2020 nel doppio femminile assieme a Laura Pigossi: le due arrivano fino in semifinale, battendo specialiste del doppio come Mattek-Sands e Dabrowski nel loro percorso. Nel penultimo atto, le brasiliane cedono a Bencic/Golubic in due set; tuttavia, nella finalina per il bronzo, Pigossi/Stefani ribaltano il pronostico e sconfiggono le finaliste di Wimbledon in carica Vesnina/Kudermetova per [11-9] al match-tiebreak, riuscendo così ad aggiudicarsi la medaglia di bronzo, la prima del Brasile nel tennis olimpico.
Dopo le Olimpiadi, giocando con Gabriela Dabrowski, è diventata vice campionessa della WTA 250 San José, salendo al 22º posto nel mondo. Nel torneo successivo, il WTA 1000 a Montreal, hanno vinto il titolo battendo la coppia numero 1 del torneo, Mertens/Sabalenka, ai quarti, la forte coppia Kudermetova/Rybakina in semifinale e la coppia numero 6 del seeding Jurak/Klepač in finale, tutte in due set, conquistando il trofeo più importante in carriera e assicurandosi così di divenire la prima brasiliana in top-20 nella storia del doppio femminile. La fulminea ascesa di Stefani è continuata al WTA 1000 di Cincinnati la settimana successiva, dove lei e Dabrowski sono arrivate in finale, cedendo a Stosur/Zhang. Con questo risultato, Stefani raggiunge la posizione di n. 17 del mondo.
Stefani ha raggiunto agli US Open 2021 per la prima volta una semifinale del Grande Slam, assieme nuovamente a Dabrowski. È stata la prima brasiliana ad arrivare così lontano in un Grande Slam di doppio femminile dai tempi di Maria Bueno nel 1968. Tuttavia, nel tiebreak del 1º set in semifinale, Stefani ha fatto un brutto passo, storcendosi una gamba e cadendo in campo con forti dolori. Ha dovuto abbandonare il gioco su una sedia a rotelle. Successivamente è stata rilevata una lesione al legamento del ginocchio, che ha costretto Stefani a ritirarsi dal circuito tennistico per il resto del 2021. Con la semifinale, Stefani ha raggiunto il suo miglior piazzamento in carriera, la posizione di n.13 del mondo. Il 27 settembre a Chicago, negli Stati Uniti, Luisa ha subito un intervento chirurgico al ginocchio per aiutarla a riprendersi dall'infortunio. A novembre, è tornata a San Paolo per la sua guarigione. Nel novembre 2021 Luisa ha raggiunto, pur senza giocare per alcune settimane a causa di un infortunio al ginocchio, il 9º posto nella classifica WTA di doppio, diventando la 6° tennista brasiliana della storia ad essere tra le prime 10 tenniste del mondo in questa classifica, se si uniscono a Maria Bueno, che lo ha fatto prima dell'era open, Carlos Kirmayr, Gustavo Kuerten, Bruno Soares e Marcelo Melo.
Dopo una lunga convalescenza, Luisa ha annunciato che tornerà a giocare nel circuito WTA in quel di Tokyo nel settembre 2022, con la giapponese Ena Shibahara come sua partner. Tuttavia, la brasiliana riesce a rientrare prima, disputando il torneo di Chennai in coppia con Dabrowski: le due conquistano il titolo (il secondo assieme).
Al WTA 1000 di Guadajalara, giocando con Storm Sanders, è arrivata in finale, tornando così nella top 100, e ottenendo una finale brasiliana senza precedenti nella WTAs 1000 con Beatriz Haddad Maia. Nella finale, disputata lo stesso giorno, ha vinto il suo secondo titolo WTA 1000, in un match serrato, terminato con il punteggio di 7-6(4), 6(2)-7 [10-8].
Nel 2023, Stefani riesce a conquistare tre titoli WTA di livello '500'. Il primo arriva ad Adelaide assieme a Taylor Townsend, sconfiggendo in finale Rybakina/Pavljučenkova; il secondo, la brasiliana lo ottiene ad Abu Dhabi con Zhang Shuai, battendo nell'ultimo atto Aoyama/Chan per [10-8] al super-tiebreak; a giugno, Luisa coglie il terzo titolo stagionale sull'erba di Berlino con Caroline Garcia, superando Siniaková/Vondroušová in rimonta. Negli slam, il miglior risultato arriva agli US Open, dove con la rientrante Jennifer Brady raggiunge la sua seconda semifinale major in carriera; nella circostanza, le due vengono sconfitte da Zvonarëva/Siegemund.

## Statistiche WTA

### Doppio

#### Vittorie (11)
| Legenda               | Legenda      |
| --------------------- | ------------ |
| Grande Slam (0)       |              |
| Ori Olimpici (0)      |              |
| WTA Finals (0)        |              |
| WTA Elite Trophy (0)  |              |
| Dal 2009 al 2020      | Dal 2021     |
| Premier Mandatory (0) | WTA 1000 (3) |
| Premier 5 (0)         | WTA 1000 (3) |
| Premier (0)           | WTA 500 (5)  |
| International (2)     | WTA 250 (1)  |

| N.  | Data              | Torneo                                   | Superficie  | Compagna           | Avversarie in finale                    | Punteggio              |
| 1.  | 28 settembre 2019 | Tashkent Open, Tashkent                  | Cemento     | Hayley Carter      | Dalila Jakupovič Sabrina Santamaria     | 6-3, 7-6(4)            |
| 2.  | 16 agosto 2020    | Top Seed Open, Lexington                 | Cemento     | Hayley Carter      | Jil Teichmann Marie Bouzková            | 6-1, 7-5               |
|     | 31 luglio 2021    | Bronzo ai Giochi olimpici, Tokyo         | Cemento     | Laura Pigossi      | Veronika Kudermetova Elena Vesnina      | 4-6, 6-4, [11-9]       |
| 3.  | 15 agosto 2021    | Canadian Open, Montréal                  | Cemento     | Gabriela Dabrowski | Darija Jurak Andreja Klepač             | 6-3, 6-4               |
| 4.  | 18 settembre 2022 | Chennai Open, Chennai                    | Cemento     | Gabriela Dabrowski | Anna Blinkova Natela Dzalamidze         | 6-1, 6-2               |
| 5.  | 23 ottobre 2022   | Guadalajara Open, Guadalajara            | Cemento     | Storm Sanders      | Anna Danilina Beatriz Haddad Maia       | 7-6(4), 6(2)-7, [10-8] |
| 6.  | 13 gennaio 2023   | Adelaide International, Adelaide         | Cemento     | Taylor Townsend    | Anastasija Pavljučenkova Elena Rybakina | 7-5, 7-6(3)            |
| 7.  | 12 febbraio 2023  | Abu Dhabi Open, Abu Dhabi                | Cemento     | Zhang Shuai        | Shūko Aoyama Chan Hao-ching             | 3-6, 6-2, [10-8]       |
| 8.  | 25 giugno 2023    | German Open, Berlino                     | Erba        | Caroline Garcia    | Kateřina Siniaková Markéta Vondroušová  | 4-6, 7-6(8), [10-4]    |
| 9.  | 17 febbraio 2024  | Qatar Ladies Open, Doha                  | Cemento     | Demi Schuurs       | Caroline Dolehide Desirae Krawczyk      | 6-4, 6-2               |
| 10. | 2 febbraio 2025   | Austria Ladies Linz, Linz                | Cemento (i) | Tímea Babos        | Ljudmyla Kičenok Nadiia Kičenok         | 3-6, 7-5, [10-4]       |
| 11. | 24 maggio 2025    | Internationaux de Strasbourg, Strasburgo | Terra rossa | Tímea Babos        | Guo Hanyu Nicole Melichar-Martinez      | 6-3, 6(4)-7, [10-7]    |

#### Sconfitte (8)
| Legenda               | Legenda      |
| --------------------- | ------------ |
| Grande Slam (0)       |              |
| Argenti Olimpici (0)  |              |
| WTA Finals (0)        |              |
| WTA Elite Trophy (0)  |              |
| Dal 2009 al 2020      | Dal 2021     |
| Premier Mandatory (0) | WTA 1000 (2) |
| Premier 5 (0)         | WTA 1000 (2) |
| Premier (1)           | WTA 500 (3)  |
| International (2)     | WTA 250 (0)  |

| N. | Data              | Torneo                                   | Superficie  | Compagna           | Avversarie in finale            | Punteggio           |
| 1. | 22 settembre 2019 | Korea Open, Seul                         | Cemento     | Hayley Carter      | Lara Arruabarrena Tatjana Maria | 6(7)-7, 6-3, [7-10] |
| 2. | 26 settembre 2020 | Internationaux de Strasbourg, Strasburgo | Terra rossa | Hayley Carter      | Nicole Melichar Demi Schuurs    | 4-6, 3-6            |
| 3. | 25 ottobre 2020   | Ostrava Open, Ostrava                    | Cemento (i) | Gabriela Dabrowski | Elise Mertens Aryna Sabalenka   | 1-6, 3-6            |
| 4. | 13 gennaio 2021   | Abu Dhabi Open, Abu Dhabi                | Cemento     | Hayley Carter      | Shūko Aoyama Ena Shibahara      | 6(5)-7, 4-6         |
| 5. | 27 febbraio 2021  | Adelaide International, Adelaide         | Cemento     | Hayley Carter      | Alexa Guarachi Desirae Krawczyk | 7-6(4), 4-6, [3-10] |
| 6. | 4 aprile 2021     | Miami Open, Miami                        | Cemento     | Hayley Carter      | Shūko Aoyama Ena Shibahara      | 2-6, 5-7            |
| 7. | 8 agosto 2021     | Silicon Valley Classic, San Jose         | Cemento     | Gabriela Dabrowski | Darija Jurak Andreja Klepač     | 1-6, 5-7            |
| 8. | 21 agosto 2021    | Cincinnati Open, Cincinnati              | Cemento     | Gabriela Dabrowski | Samantha Stosur Zhang Shuai     | 5-7, 3-6            |

### Doppio misto

#### Vittorie (1)
| Legenda                 |
| ----------------------- |
| Australian Open (1)     |
| Open di Francia (0)     |
| Torneo di Wimbledon (0) |
| US Open (0)             |
| Ori Olimpici (0)        |

| N. | Anno            | Torneo                     | Superficie | Compagno     | Avversari in finale       | Punteggio   |
| 1. | 27 gennaio 2023 | Australian Open, Melbourne | Cemento    | Rafael Matos | Sania Mirza Rohan Bopanna | 7-6(2), 6-2 |

#### Sconfitte (1)
| Legenda                 |
| ----------------------- |
| Australian Open (0)     |
| Open di Francia (0)     |
| Torneo di Wimbledon (1) |
| US Open (0)             |
| Argenti Olimpici (0)    |

| N. | Anno           | Torneo                      | Superficie | Compagno      | Avversari in finale            | Punteggio      |
| 1. | 10 luglio 2025 | Torneo di Wimbledon, Londra | Erba       | Joe Salisbury | Kateřina Siniaková Sem Verbeek | 6(3)-7, 6(3)-7 |

## Circuito WTA 125

### Doppio

#### Vittorie (3)
| N. | Data             | Torneo                                  | Superficie  | Compagna       | Avversarie in finale           | Punteggio           |
| 1. | 16 novembre 2019 | Houston Challenger, Houston             | Cemento     | Ellen Perez    | Sharon Fichman Ena Shibahara   | 1-6, 6-4, [10-5]    |
| 2. | 1º febbraio 2020 | Newport Beach Challenger, Newport Beach | Cemento     | Hayley Carter  | Marie Benoît Jessika Ponchet   | 6-1, 6-3            |
| 3. | 26 novembre 2022 | Montevideo Open, Montevideo             | Terra rossa | Ingrid Martins | Quinn Gleason Elixane Lechemia | 7-5, 6(6)-7, [10-6] |

#### Sconfitte (1)
| N. | Data          | Torneo                            | Superficie  | Compagna      | Avversarie in finale                 | Punteggio           |
| 1. | 9 maggio 2021 | Open 35 de Saint-Malo, Saint-Malo | Terra rossa | Hayley Carter | Kaitlyn Christian Sabrina Santamaria | 6(4)-7, 6-4, [5-10] |

## Statistiche ITF

### Doppio

#### Vittorie (15)
| Torneo $100.000 (1) |
| Torneo $80.000 (0)  |
| Torneo $75.000 (0)  |
| Torneo $60.000 (2)  |
| Torneo $50.000 (1)  |
| Torneo $25.000 (8)  |
| Torneo $15.000 (3)  |
| Torneo $10.000 (0)  |

| N.  | Data              | Torneo                                                                     | Superficie  | Partner                  | Avversarie                                        | Punteggio              |
| 1.  | 17 settembre 2016 | One Love Tennis Open, Atlanta                                              | Cemento     | Ingrid Neel              | Alexandra Stevenson Taylor Townsend               | 4–6, 6–4, [10–5]       |
| 2.  | 24 giugno 2017    | Southern Lifestyle Development Tennis Classic, Baton Rouge                 | Cemento     | Ellen Perez              | Francesca Di Lorenzo Julia Elaba                  | 6-3, 6-4               |
| 3.  | 14 luglio 2017    | Knokke Zoute Ladies Open, Knokke                                           | Terra rossa | Quinn Gleason            | Leonie Küng Axana Mareen                          | 6–4, 7–5               |
| 4.  | 21 luglio 2017    | Iris Ladies Trophy, Bruxelles                                              | Terra rossa | Quinn Gleason            | Priscilla Heise Deborah Kerfs                     | 6–3, 6–2               |
| 5.  | 4 agosto 2017     | Open Castilla y León, El Espinar                                           | Cemento     | Quinn Gleason            | Ayla Aksu Bibiane Schoofs                         | 6–3, 6–2               |
| 6.  | 13 ottobre 2017   | Open Ciudad de Seville, Siviglia                                           | Terra rossa | Renata Zarazúa           | Estrella Cabeza Candela Andrea Gámiz              | 7–6(2), 7–6(3)         |
| 7.  | 3 novembre 2017   | Open Ciudad de Sant Cugat, Sant Cugat                                      | Terra rossa | Renata Zarazúa           | Olga Danilović Guiomar Maristany Zuleta de Reales | 6–1, 6–4               |
| 8.  | 1º dicembre 2017  | Open Ciudad de Castellon, Castellón de la Plana                            | Terra rossa | Yvonne Cavallé Reimers   | Ren Jiaqi Wang Xiyu                               | 6-3, 6-1               |
| 9.  | 17 giugno 2018    | Palmetto Pro Open, Sumter                                                  | Cemento     | Astra Sharma             | Julia Elbaba Xu Shilin                            | 2-6, 6-3, [10-5]       |
| 10. | 9 novembre 2018   | Copa LP Chile Hacienda Chicureo, Colina                                    | Terra rossa | Quinn Gleason            | Barbara Gatica Rebeca Pereira                     | 6–0, 4–6, [10–7]       |
| 11. | 19 gennaio 2019   | Tournoi International Féminin Open de la Ville de Petit-Bourg, Petit-Bourg | Cemento     | Quinn Gleason            | Vladica Babić Rosalie van der Hoek                | 7-5, 6-4               |
| 12. | 16 marzo 2019     | Circuito Feminino Future de Tênis, San Paolo                               | Terra rossa | Paula Cristina Gonçalves | Martina Di Giuseppe Thaisa Grana Pedretti         | 6(4)–7, 6–0, [10–8]    |
| 13. | 23 marzo 2019     | Circuito Feminino Future de Tênis, Curitiba                                | Terra rossa | Paula Cristina Gonçalves | Ekaterine Gorgodze Daniela Seguel                 | 6(3)–7, 7–6(0), [10–2] |
| 14. | 22 giugno 2019    | Ilkley Trophy, Ilkley                                                      | Erba        | Beatriz Haddad Maia      | Ellen Perez Arina Rodionova                       | 6-4, 6(5)-7, [10-4]    |
| 15. | 9 novembre 2019   | Copa LP Chile Hacienda Chicureo, Colina                                    | Terra rossa | Hayley Carter            | Anna Danilina Conny Perrin                        | 5-7, 6-3, [10-6]       |

#### Sconfitte (7)
| Torneo $100.000 (0) |
| Torneo $80.000 (1)  |
| Torneo $75.000 (0)  |
| Torneo $60.000 (2)  |
| Torneo $50.000 (0)  |
| Torneo $25.000 (3)  |
| Torneo $15.000 (0)  |
| Torneo $10.000 (1)  |

| N. | Data              | Torneo                                                          | Superficie  | Partner              | Avversarie                           | Punteggio           |
| 1. | 3 agosto 2013     | São Paulo Challenger de Tênis, San Paolo                        | Terra rossa | Nathália Rossi       | Laura Pigossi Carolina Zeballos      | 3–6, 4–6            |
| 2. | 29 luglio 2016    | Torneio Internacional de Campos do Jordão, Campos do Jordão     | Cemento     | Maria Fernanda Alves | Ingrid Gamarra Martins Laura Pigossi | 3–6, 6–3, [8–10]    |
| 3. | 17 giugno 2017    | Palmetto Pro Open, Sumter                                       | Cemento     | Ellen Perez          | Kaitlyn Christian Giuliana Olmos     | 2–6, 6–3, [7–10]    |
| 4. | 1º luglio 2017    | Anburn Challenger, Auburn                                       | Cemento     | Ellen Perez          | Emina Bektas Alexa Guarachi          | 6–4, 4–6, [5–10]    |
| 5. | 30 settembre 2018 | Central Coast Pro Tennis Open, Templeton                        | Cemento     | Quinn Gleason        | Asia Muhammad Maria Sanchez          | 7–6(4), 2–6, [8–10] |
| 6. | 7 ottobre 2018    | Stockton Challenger, Stockton                                   | Cemento     | Quinn Gleason        | Hayley Carter Ena Shibahara          | 5–7, 7–5, [7–10]    |
| 7. | 12 maggio 2019    | Open GDF SUEZ de Cagnes-sur-Mer Alpes-Maritimes, Cagnes-sur-Mer | Terra rossa | Beatriz Haddad Maia  | Anna Blinkova Xenia Knoll            | 6–4, 2–6, [12–14]   |